# Bouarg
Bouarg (arabisch بوعرك) ist ein Ort und eine Landgemeinde (commune rurale) mit insgesamt etwa 45.000 Einwohnern in der Provinz Nador in der Region Oriental, Marokko.

## Lage und Klima
Bouarg liegt am Mar Chica an der Bucht von Nador am Mittelmeer; die Gemeinde erstreckt sich bis weit ins Hinterland. Das Klima ist vom Mittelmeer geprägt; Regen (ca. 300 mm/Jahr) fällt überwiegend im Winterhalbjahr.

## Bevölkerung
| Jahr      | 1994   | 2004   | 2014   | 2024   |
| Einwohner | 18.841 | 23.379 | 37.737 | 44.626 |

Die überwiegende Zahl der Einwohner sind Berber; gesprochen werden Tarifit und Marokkanisches Arabisch. Die deutliche Bevölkerungsanstieg in den letzten Jahrzehnten ist in erster Linie auf die Zuwanderung aus den Bergregionen des Rifgebirges zurückzuführen.

## Wirtschaft
Bouarg ist Handels- und Marktzentrum einer Vielzahl von kleineren Ortschaften in der Umgebung.

## Geschichte
Der Ort war von 1912 bis 1956 Bestandteil des spanischen Protektorats über den Norden Marokkos.